# جبل كميت (مرات)
جبل كميت يقع في محافظة مرات بمنطقة الوشم بإقليم نجد بالمملكة العربية السعودية، و تشتهر محافظة مرات بجبل يقع جنوبها ويسمى بجبل (كميت) ويشرف عليه من الجهة الشمالية، وكميت بضم الكاف وفتح الميم وتسكين الياء وتسكين التاء مأخوذه من الكمتة وهو اللون البني بين الأحمر والأسود. وهو جبل منتصب يرى من بعد وفي المثل : (إضمن لي كميت أضمن لك مرات)والمراد إذا كان هذا الجبل الذي تراه هو جبل كميت فأنا أضمن لك مرات تحته، ومبالغة في القرب والملازمة. وهو مشهور عند أهل البلد وغيرهم واسمه مقترن بمرات فحينما يذكر كميت في أشعار أهلها وغيرهم.
قيل في الأمثال—اضمن لي كميت اضمن لك مرات
و يعتبر جبل كميت أشهر جبل في الوشم
قال الشيخ أحمد بن علي بن أحمد بن سليمان بن دعيج(ت 1268 هـ)
أحد قضاة الوشم للامام فيصل بن تركي
مشيدا بذكر بلدته مرات ومتمنيا لها ولاهلها الخير:
رعى الله لي بالوشم دارا سكنتها....بلاد امرئ الفيحا كميت امامها
وحيَا زمانا في رباها الفته....سنينا عسى ربي يديم ابتسامها
ويخص واديها بفيض سحابة....كأن هدير الفحل يشبه رزامها
فتملأ جفرتها وتروي نخيلها....وتسقي مراعي وهدها واكامها
تعز علينا فهي مسقط رؤوسنا....وآباء صدق في الضريح عظامها
يقول ابن حجي
يا ماحلا بعريض دفلاجهني
وكميت يزمي شايفينه بالانظار
وقال ناصر بن مسلم الدعجاني
لا ضاق صدري رقيت كميت
وهيضت في الصدر عبراتي